# Spreča (Živinice)
Pour l’article homonyme, voir Spreča.
Spreča (en cyrillique : Спреча) est un village de Bosnie-Herzégovine. Il est situé dans la municipalité de Živinice, dans le canton de Tuzla et dans la fédération de Bosnie-et-Herzégovine. Selon les premiers résultats du recensement bosnien de 2013, il compte 746 habitants.

## Géographie
Le village est situé à l'est de Živinice, au bord de la rivière Spreča, un affluent de la Bosna.

## Démographie

### Évolution historique de la population dans la localité
| 1948 | 1953 | 1961 | 1971 | 1981 | 1991 | 2013 |
| ---- | ---- | ---- | ---- | ---- | ---- | ---- |
| -    | -    | 389  | 263  | 416  | 603  | 746  |

|  |